# Ruillé-le-Gravelais
Ruillé-le-Gravelais è un comune francese soppresso del dipartimento della Mayenne nella regione dei Paesi della Loira. Dal 1º gennaio 2016 si è fuso con il comune di Loiron per formare il nuovo comune di Loiron-Ruillé di cui è divenuto comune delegato.

## Società

### Evoluzione demografica
Abitanti censiti